# 2014年亞洲運動會空手道比賽
2014年亞洲運動會空手道比賽為第十七屆亞洲運動會的其中一項競賽項目，共產生13面金牌；賽事於2014年10月2日至10月4日在桂陽體育館舉行。

## 參賽運動員
本屆空手道比賽共有來自 32 個國家/地區的 175 名運動員參加，具體分布如下：
| - （2） - 汶莱（2） - 中国（8） - 中国香港（8） - 印度尼西亚（8） - 伊朗（8） - 约旦（8） - 日本（8） - （8） | - （7） - 韩国（8） - 沙特阿拉伯（4） - 科威特（4） - 老挝（2） - 中国澳门（8） - 马来西亚（6） - 尼泊尔（8） - 巴基斯坦（6） | - 菲律宾（6） - 巴勒斯坦（2） - 朝鲜（5） - （4） - 叙利亚（3） - 泰国（5） - （1） - （4） - 东帝汶（2） | - 中华台北（8） - 阿拉伯联合酋长国（3） - （8） - 越南（8） - 也门（3） |

## 獎牌統計

### 國家獎牌榜
| 排名 | 国家／地区       | 金牌 | 银牌 | 铜牌 | 總數 |
| ---- | ---------------- | ---- | ---- | ---- | ---- |
| 1    | 日本             | 3    | 1    | 3    | 7    |
| 2    | 伊朗             | 3    | 0    | 2    | 5    |
| 3    |                  | 2    | 3    | 1    | 6    |
| 4    | 马来西亚         | 2    | 0    | 2    | 4    |
| 5    | 中华台北         | 2    | 0    | 1    | 3    |
| 6    | 科威特           | 1    | 1    | 1    | 3    |
| 7    | 中国             | 0    | 2    | 2    | 4    |
| 8    |                  | 0    | 1    | 2    | 3    |
| 9    | 越南             | 0    | 1    | 1    | 2    |
| 10   | 中国香港         | 0    | 1    | 0    | 1    |
| 10   | 印度尼西亚       | 0    | 1    | 0    | 1    |
| 10   | 约旦             | 0    | 1    | 0    | 1    |
| 10   | 沙特阿拉伯       | 0    | 1    | 0    | 1    |
| 14   | 韩国             | 0    | 0    | 4    | 4    |
| 15   | 中国澳门         | 0    | 0    | 2    | 2    |
| 16   | 老挝             | 0    | 0    | 1    | 1    |
| 16   | 尼泊尔           | 0    | 0    | 1    | 1    |
| 16   | 菲律宾           | 0    | 0    | 1    | 1    |
| 16   | 泰国             | 0    | 0    | 1    | 1    |
| 16   | 阿拉伯联合酋长国 | 0    | 0    | 1    | 1    |
| 總計 | 總計             | 13   | 13   | 26   | 52   |

### 項目獎牌榜

#### 男子
| 項目         | 金牌                                        | 银牌                                          | 铜牌                                                     |
| 個人型       | 林志伟 · 马来西亚（MAS）                    | Fidelys Lolobua · 印度尼西亚（INA）           | 新馬場一世 · 日本（JPN）                                 |
| 個人型       | 林志伟 · 马来西亚（MAS）                    | Fidelys Lolobua · 印度尼西亚（INA）           | Marwan Abdullah Murad Almaazmi · 阿拉伯联合酋长国（UAE） |
| 55公斤級     | Andrey Aktauov · （KAZ）                    | Abdullah Imubarak Alharbi · 沙特阿拉伯（KSA） | 孙敬超 · 中国（CHN）                                     |
| 55公斤級     | Andrey Aktauov · （KAZ）                    | Abdullah Imubarak Alharbi · 沙特阿拉伯（KSA） | Silvarajoo Senthil Kumaran · 马来西亚（MAS）             |
| 60公斤級     | Amir Mahdi Zadeh · 伊朗（IRI）              | 阿卜杜勒拉赫曼·马萨特法 · 约旦（JOR）         | Lee Ji-hwan · 韩国（KOR）                                |
| 60公斤級     | Amir Mahdi Zadeh · 伊朗（IRI）              | 阿卜杜勒拉赫曼·马萨特法 · 约旦（JOR）         | Nguyen Thanh Duy · 越南（VIE）                           |
| 67公斤級     | 篠原浩人 · 日本（JPN）                      | Rinat Sagandykov · （KAZ）                    | Kim Do-won · 韩国（KOR）                                 |
| 67公斤級     | 篠原浩人 · 日本（JPN）                      | Rinat Sagandykov · （KAZ）                    | Ali Abdulaziz · 科威特（KUW）                            |
| 75公斤級     | Saeid Hassanipour Sefatazcomi · 伊朗（IRI） | 李嘉維 · 中国香港（HKG）                      | Songvut Muntaen · 泰国（THA）                            |
| 75公斤級     | Saeid Hassanipour Sefatazcomi · 伊朗（IRI） | 李嘉維 · 中国香港（HKG）                      | Gofurjon Zokhidov · （UZB）                              |
| 84公斤級     | 荒賀龍太郎 · 日本（JPN）                    | Alnweam Hamad · 科威特（KUW）                 | Jang Min-soo · 韩国（KOR）                               |
| 84公斤級     | 荒賀龍太郎 · 日本（JPN）                    | Alnweam Hamad · 科威特（KUW）                 | Shakhboz Akhatov · （UZB）                               |
| 84公斤以上級 | Almutairi Rasheed · 科威特（KUW）           | 香川幸允 · 日本（JPN）                        | Khalid Khalidov · （KAZ）                                |
| 84公斤以上級 | Almutairi Rasheed · 科威特（KUW）           | 香川幸允 · 日本（JPN）                        | Sengpheng Duangvilai · 老挝（LAO）                       |

#### 女子
| 項目         | 金牌                           | 银牌                            | 铜牌                                     |
| 個人型       | 清水希容 · 日本（JPN）         | Nguyen Hoang Ngan · 越南（VIE） | 張佩思 · 中国澳门（MAC）                 |
| 個人型       | 清水希容 · 日本（JPN）         | Nguyen Hoang Ngan · 越南（VIE） | Tamang Bimala · 尼泊尔（NEP）            |
| 50公斤級     | 辜翠萍 · 中华台北（TPE）       | Yekaterina Khupovets · （KAZ）  | Nasrin Dousti · 伊朗（IRI）              |
| 50公斤級     | 辜翠萍 · 中华台北（TPE）       | Yekaterina Khupovets · （KAZ）  | Jang So-young · 韩国（KOR）              |
| 55公斤級     | 文姿云 · 中华台北（TPE）       | Sabina Zakharova · （KAZ）      | 小林実希 · 日本（JPN）                   |
| 55公斤級     | 文姿云 · 中华台北（TPE）       | Sabina Zakharova · （KAZ）      | Mae Soriano · 菲律宾（PHI）              |
| 61公斤級     | 莎吉拉·莎妮 · 马来西亚（MAS）  | Barno Mirzaeva · （UZB）        | 尹笑言 · 中国（CHN）                     |
| 61公斤級     | 莎吉拉·莎妮 · 马来西亚（MAS）  | Barno Mirzaeva · （UZB）        | Fatemeh Chalaki · 伊朗（IRI）            |
| 68公斤級     | Guzaliya Gafurova · （KAZ）    | 汤玲玲 · 中国（CHN）            | Shree Sharmini Segaran · 马来西亚（MAS） |
| 68公斤級     | Guzaliya Gafurova · （KAZ）    | 汤玲玲 · 中国（CHN）            | 趙柔 · 中华台北（TPE）                   |
| 68公斤以上級 | Hamideh Abbasali · 伊朗（IRI） | 曾翠兰 · 中国（CHN）            | 植草步 · 日本（JPN）                     |
| 68公斤以上級 | Hamideh Abbasali · 伊朗（IRI） | 曾翠兰 · 中国（CHN）            | 賈嘉惠 · 中国澳门（MAC）                 |

## 外部連結
- 官方網站